# 30-as busz (Miskolc)
A miskolci 30-as buszjárat a Tiszai pályaudvar és az Avas kilátó kapcsolatát látja el az Avas déli része érintésével.

## Története
2015. június 15-én hozták létre ezt a járatot, eddig még nem közlekedett ilyen jelzésű busz Miskolcon.
Nem olyan sűrű a menetrendje a járatnak, óránként egy indul, csatlakozva a Budapestről érkező IC vonatokhoz. A járat érdekessége, hogy amelyik busz az Avasról, vagy a Tiszai pályaudvarról indul, nem mindig 30-asként megy vissza, hanem 31-esként, vagy fordítva.
A járat 2021. április 16-án közlekedett utoljára, a 2021. április 17-től érvényes menetrend szerint már megszűnt.
A járat 2023. október 14-től újra közlekedik.

## Követési ideje
Minden nap óránként közlekedik.

## Megállóhelyei
| 0  | Tiszai pályaudvar   | 22 | Miskolc-Tiszai 1, 3, 3A, 8, 21, 31, 101B 1, 1A, 2 | Tiszai pályaudvar                              |
| 2  | Selyemrét           | 20 | 1, 3, 7, 21, 31, 101B, Auchan 1 1, 1A, 2          | Selyemrét, MÁV Rendelő, Selyemréti Strandfürdő |
| 5  | Vízügyi Igazgatóság | 18 | 3A, 4, 21, 31, 101B, Auchan 1                     | Vízügyi Igazgatóság                            |
| 6  | Lévay József utca   | 16 | 4, 31, 32, 45                                     |                                                |
| 9  | Szigligeti tér      | 15 | 24, 31                                            |                                                |
| 10 | SZTK Rendelő        | 14 | 12, 14, 20, 20A, 24, 31, 34, 36, 43, 44           | SZTK Rendelő                                   |
| 11 | Petneházy bérházak  | 13 | 12, 14, 20, 20A, 24, 31, 34, 36, 43, 44           |                                                |
| 12 | Tapolcai elágazás   | 12 | 4, 12, 14, 20, 20A, 24, 32, 34, 36, 43, 44, 45    | Tapolcai elágazás                              |
| 13 | Vasúti felüljáró    | 9  | 12, 20A, 20, 24, 32, 34, 36                       |                                                |
| 14 | Szentgyörgy u.      | 8  | 12, 20, 20A, 20B, 29, 32, 34, 36, 39, Auchan 2    |                                                |
| 15 | Sályi István utca   | 7  | 20B, 29, 32, 34, 36, 39, Auchan 2                 | Fényi Gyula Jezsuita Gimnázium                 |
| 16 | Avas városközpont   | 6  | 20B, 29, 31, 32, 34, 35, 36, 39, Auchan 2         | Avas lakótelep                                 |
| 17 | Ifjúság útja        | 5  | 20B, 29, 31, 32, 34, 35, 36, 39, Auchan 2         | Fényi Gyula Jezsuita Gimnázium                 |
| 18 | Mednyánszky utca    | 4  | 29, 31, 32, 34, 35, 36, 39, Auchan 2              | Avasi Gimnázium                                |
| 19 | Hajós Alfréd utca   | 3  | 29, 31, 32, 34, 35, 36, 39, Auchan 2              |                                                |
| 21 | Leszih Andor utca   | 1  | 29, 31, 32, 34, 35, 36, 39, Auchan 2              |                                                |
| 22 | Avas kilátó         | 0  | 29, 31, 32, 34, 35, 36, 39, Auchan 2              | Avasi kilátó                                   |